# Adrien Mörk
Adrien Mörk, né le 19 septembre 1979 à Montbéliard, est un golfeur français, dans le circuit professionnel depuis 2004.
Il a réalisé en 2006 un exploit, en rendant une carte de parcours à 59, battant les records des célèbres Tiger Woods et Ernie Els. Il rejoint ainsi le circuit européen : en l'espace de trois ans, il est passé du circuit Alps Tour (3e Division européenne) au Tour européen (1re Division européenne).